# Sōsuke Takaoka
Pour les articles homonymes, voir Takaoka.
Sōsuke Takaoka (高岡蒼佑, Takaoka Sōsuke), né le 8 février 1982, est un acteur japonais.

## Biographie
Sōsuke Takaoka est né et vit actuellement à Tokyo. Il a souvent interprété des seconds rôles difficiles, avec une prédiction marquée pour les personnages en marge de la société, violents ou instables. Ces rôles emblématiques le rapprochent de son acteur fétiche, James Dean, avec qui il partage le même jour de naissance.
Il est surtout connu dans le monde occidental pour sa performance dans l'adaptation live de Battle Royale, où il joue le pacifiste Hiroki Sugimura (Garçon #11). Il est également à l'affiche de Concrete, film controversé basé sur le meurtre de Junko Furuta. En 2007, il obtient le rôle de Izaki Shun dans Crows Zero et reprendra ce rôle dans sa suite, Crows Zero 2.

## Vie privée
Le 15 juin 2007, il épouse l'actrice Aoi Miyazaki ; Oguri Shun, son partenaire de Crows Zero, était présent. Le couple se sépare en 2011.

## Filmographie partielle

### Cinéma
- 2000 : Battle Royale : Hiroki Sugimura
- 2001 : Blue Spring : Manabu Mizuuchi
- 2001 : Akashia no michi
- 2001 : Red Shadow
- 2003 : 17-sai
- 2004 : Concrete : Tatsuo Oosugi
- 2004 : Break Through! : An-sung Lee
- 2005 : Tetsujin 28-gō - le film
- 2005 : Spring Snow : Shigekuni Honda
- 2006 : Sugar and Spice : Yano
- 2007 : Ashita no watashi no tsukurikata : Hiroyuki Tamura
- 2007 : Heat Island'
- 2007 : Crows Zero : Izaki Shun
- 2007 : Roulette in the Blue Sky (Aozora no ruretto)
- 2008 : GS Wonderland
- 2009 : Rookies : Tomochika Wakana
- 2009 : Crows Zero 2 : Izaki Shun
- 2009 : Be Sure to Share (Chanto Tsutaeru)
- 2010 : Saru Lock - le film : Yamada Jiro
- 2010 : Sankaku
- 2010 : Zatōichi: The Last (座頭市 THE LAST?) de Junji Sakamoto
- 2010 : 13 Assassins
- 2011 : What a Wonderful Life!! (Wararaifu!!)
- 2012 : Bokura ga Ita - film : Masafumi Takeuchi
- 2018 : Dare to Stop Us (止められるか、俺たちを, Tomerareru ka, oretachi o?) de Kazuya Shiraishi

### Télévision
- 2002 : Taiyō no Kisetsu
- 2004 : Proof of the Man : Ningen no Shomei
- 2005 : Slow Dance
- 2007 : Tokyo Tower
- 2007 : Kaze no hate
- 2007 : Mop Girl : Moppu Gāru
- 2008 : The Negotiator
- 2008 : Rookies
- 2009 : Saru Lock
- 2009 : Real Clothes : Riaru kurôzu
- 2009 : The Negotiator 2 : Koshonin 2